# Vought XF8U-3 Crusader III
Il Vought XF8U-3 Crusader III era un prototipo di aereo da caccia sviluppato dall'azienda statunitense Chance Vought nella seconda parte degli anni cinquanta e proposto all'U.S. Navy come successore dell'F-8 Crusader.
Nonostante la denominazione, era un aereo molto diverso dal F-8 Crusader e nettamente superiore per prestazioni ed armamento.

## Storia

### Sviluppo
Nel 1955, contemporaneamente allo sviluppo di nuove versioni del Crusader, la Change Vought iniziò il progetto di un nuovo caccia di maggiori dimensioni e con prestazioni superiori, designato internamente progetto V-401.
Nel dicembre 1955 l'US Navy emise un requisito per un nuovo caccia supersonico imbarcato al quale l'azienda statunitense propose il V-401. In seguito, all'atto della valutazione da parte delle autorità militari statunitensi, poiché l'F8U-2 aveva ricevuto la designazione Crusader II all'XF8U-3 venne assegnata quella di Crusader III.
Il primo prototipo dell'XF8U-3 venne portato in volo per la prima volta dalla base aerea Edwards, in California, il 2 giugno 1958, con il pilota collaudatore della Vought John Konrad ai comandi, che effettuò il volo di prova della durata di 48 minuti.
Durante i successivi voli di collaudo l'XF8U-3 raggiunse la velocità di Mach 2,6 (2 832 km/h) a 10 670 m di quota; i progettisti prevedevano di arrivare a Mach 2,9 ma c'erano dubbi sulla resistenza del parabrezza alla pressione dell'aria per cui si preferì non andare oltre.
L'XF8U-3 venne confrontato col McDonnell Douglas F-4 Phantom II in una serie di voli di collaudo comparativi presso le basi di Patuxent River nel Maryland e di Edwards.
Il Crusader III si dimostrò nettamente più veloce ed agile, ma i compiti richiesti al pilota in combattimento per pilotare l'aereo e contemporaneamente gestire sia il radar che l'armamento erano eccessivi per una sola persona, il Phantom era biposto con un pilota ed un operatore al sistema radar e d'armamento (Radar Intercept Officer, RIO).
Inoltre il Phantom era un cacciabombardiere con una buona capacità di carico mentre il Crusader III non aveva capacità di attacco al suolo.
Nel dicembre 1958 l'U.S. Navy scelse il Phantom II, di conseguenza il programma Crusader III venne cancellato.
Dei diciotto aerei previsti ne vennero costruiti solo cinque, con numeri di matricola 146340, 146341, 147085, 147086 e 147087.
Al momento della cancellazione del programma solo tre aerei avevano già volato in circa 190 voli.
Tutti i Crusader III vennero in seguito consegnati alla NASA che li utilizzò per voli sperimentali in alta quota.
Una nota interessante e divertente della successiva vita operativa di questi velivoli sta nell'utilizzo "disinvolto" da parte di alcuni piloti della NASA del Dryden Flight Research Center che a volte intercettavano ed impegnavano in duelli simulati i Phantom dell'U.S. Navy, generalmente battendoli con facilità. Questi duelli non autorizzati finirono dopo le proteste dell'U.S. Navy. [^ Tillman 1990, p. 196.]
Alla fine tutti i Crusader III vennero demoliti.

## Tecnica
L'XF8U-3 era un monoreattore monoposto ad ala alta a freccia con le estremità pieghevoli per ridurre l'ingombro a bordo delle portaerei.
L'XF8U-3 come il Crusader aveva l'ala ad incidenza variabile, cioè non costituita da due semiali fissate alla fusoliera, ma da un'unica ala incernierata alla fusoliera dalla parte posteriore mentre la parte anteriore era fissata ad un pistone idraulico che permetteva di sollevarla. In questo modo era possibile aumentare l'angolo d'incidenza e quindi la portanza in fase di appontaggio diminuendo la velocità di stallo e permettendo l'impiego da portaerei più piccole e corte.
L'ala dello XF8U-3 aveva ipersostentatori sui bordi d'attacco (slat) ed ipersostentatori sui bordi d'uscita (flap) della parte interna rispetto alle cerniere. Il bordo d'attacco alare aveva un dente in corrispondenza delle cerniere per migliorare la stabilità all'imbardata.
L'ala dell'XF8U-3 aveva anche un sistema di controllo dello strato limite simile a quello installato su alcune versioni del Crusader, dell'aria veniva spillata dal motore e soffiata sotto le ali per aumentare la portanza.
Gli impennaggi di coda erano di tipo tradizionale con piani di coda interamente mobili.
Per mantenere la stabilità a velocità supersonica, l'XF8U-3 aveva una coppia di pinne ventrali incernierate all'attacco alla fusoliera per permetterne la rotazione in posizione quasi verticale in volo e orizzontale per l'atterraggio.
Il sistema di rotazione delle pinne era comandato dall'estensione e retrazione del carrello.
Il carrello d'atterraggio era triciclo con carrelli principali a ruota singola rientranti in fusoliera e carrello anteriore a ruota singola rientrante nel muso spostato verso destra con aggancio per la catapulta di lancio.
L'XF8U-3 era dotato di un gancio d'arresto sotto la fusoliera posteriore per le manovre di appontaggio.
La cabina del pilota era in posizione molto avanzata per migliorare la visibilità in appontaggio, il tettuccio era apribile all'indietro.
Il motore era un turbogetto Pratt & Withney J75-P-5A da 7 490 kg di spinta a secco e 13 390 kg con postbruciatore con la presa d'aria quasi frontale, sotto al radome.
La capacità di carburante interna era di 7 560 litri.
L'XF8-U3 era predisposto per l'installazione di un motore a razzo supplementare a combustibile liquido Rocketdyne XLF-40 da 3 632 kg di spinta il quale, secondo i progettisti, avrebbe permesso di superare Mach 3, ma che non venne mai utilizzato.

### Armamento
L'armamento era costituito da tre missili a guida radar semiattiva AIM-7 Sparrow, uno su ogni lato della fusoliera anteriore ed uno sotto la fusoliera anteriore spostato verso sinistra per non interferire col carrello anteriore.
Per la produzione di serie erano previsti anche quattro cannoni Colt Mk12 da 20 mm e quattro missili AIM-9 Sidewinder.

### Avionica
L'avionica dell'XF8U-3 comprendeva un sistema di controllo dell'armamento AN/AWG-7, un radar AN/APG-74 ed un sistema di trasmissione dati AN/ASQ-19, era prevista la possibilità di “seguire“ sei bersagli contemporaneamente e sparare a due.
Per la produzione di serie era previsto un radar AN/APQ-50.

## Livree
La colorazione dei Crusader III era quella usata per tutti gli aerei imbarcati con grigio chiaro opaco FS36440 su tutte le superfici superiori e laterali e bianco lucido FS17875 per tutte le superfici inferiori e le superfici mobili di controllo.